# Фрида, Бедржих
Бедржих Фрида (чеш. Bedřich Frída; 1 июля 1855, Сланы — 15 октября 1918, Сланы) — чешский переводчик и театральный критик.

## Биография
Окончил философский факультет Карлова Университета. С 1879 г. преподавал в пражской высшей женской школе Был женат на сестре писателя и переводчика Йозефа Вацлава Сладека, приходясь при этом братом поэту и переводчику Ярославу Врхлицкому. В отличие от Сладека Фрида, как и Врхлицкий, сосредоточился на работе с романскими языкам.
Фриде принадлежат переводы более чем 90 прозаических сочинений, изданных отдельно или опубликованных в периодике (прежде всего, в журнале «Лумир»), — среди них, например, роман Эмиля Золя «Разгром» (чеш. Zkáza, опубликован по-чешски в том же 1892 г., что и по-французски), «Уарда» Георга Эберса, «Знаменитый доктор Матеус» Эркмана-Шатриана, новеллы Теофиля Готье, Оноре де Бальзака, Проспера Мериме, Ги де Мопассана и др. Кроме того, для Национального театра перевёл более 60 пьес — в том числе водевиль Эжена Лабиша «Милейший Селимар», трагедию Витторио Альфьери «Филипп», пьесы Викторьена Сарду, Дюма-сына и др.